# August Lemmer
August Lemmer (Deutz, 1862 – Karlsruhe, 1933) è stato un pittore tedesco.

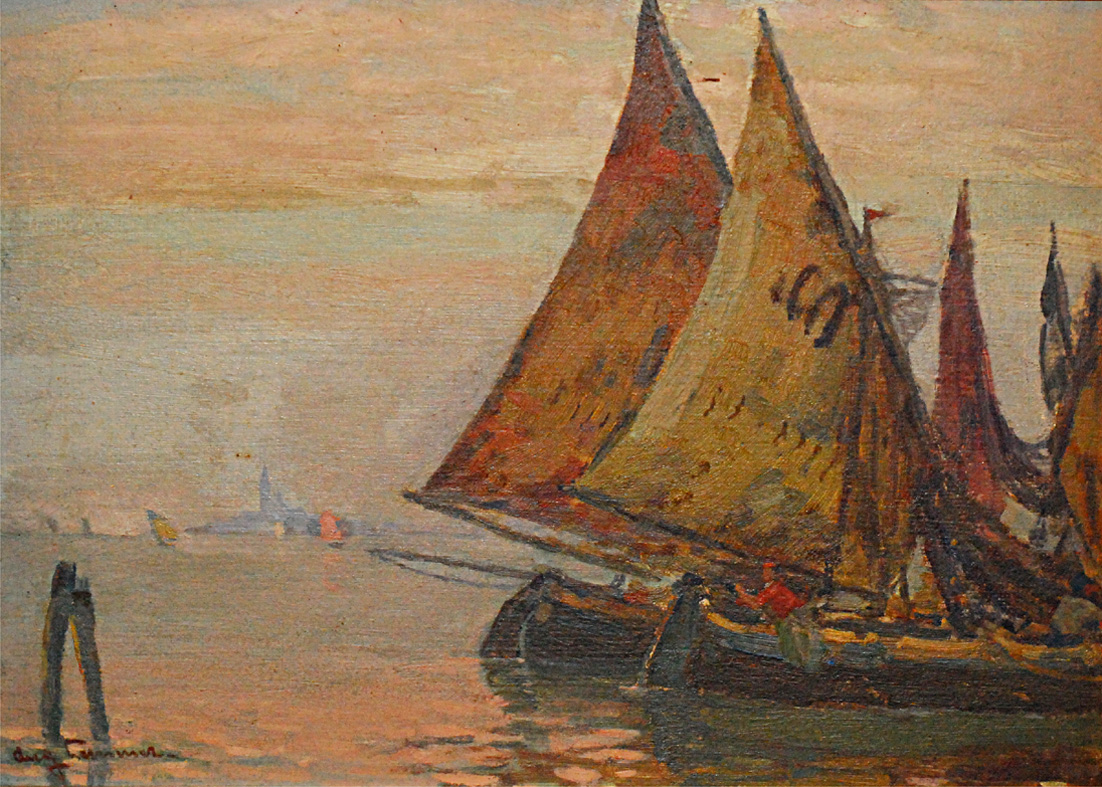
Segelschiffe vor Venedig (Barche a vela al largo di Venezia), dipinto risalente al 1900.

Ha studiato all'Accademia d'Arte di Karlsruhe (capitale del Granducato di Baden) dal 1888 al 1892.
Lammer è diventato famoso come pittore impressionista paesaggista. Tutti i dipinti di Lemmer sono datati tra la fine del XIX e gli inizi del XX secolo, e spesso raffigurano viste della Carniola, di Trieste, di Venezia e di città tedesche come Monaco. Altri dipinti riportano invece immagini di barche da pesca al largo della costa veneta.